# ACVR2B

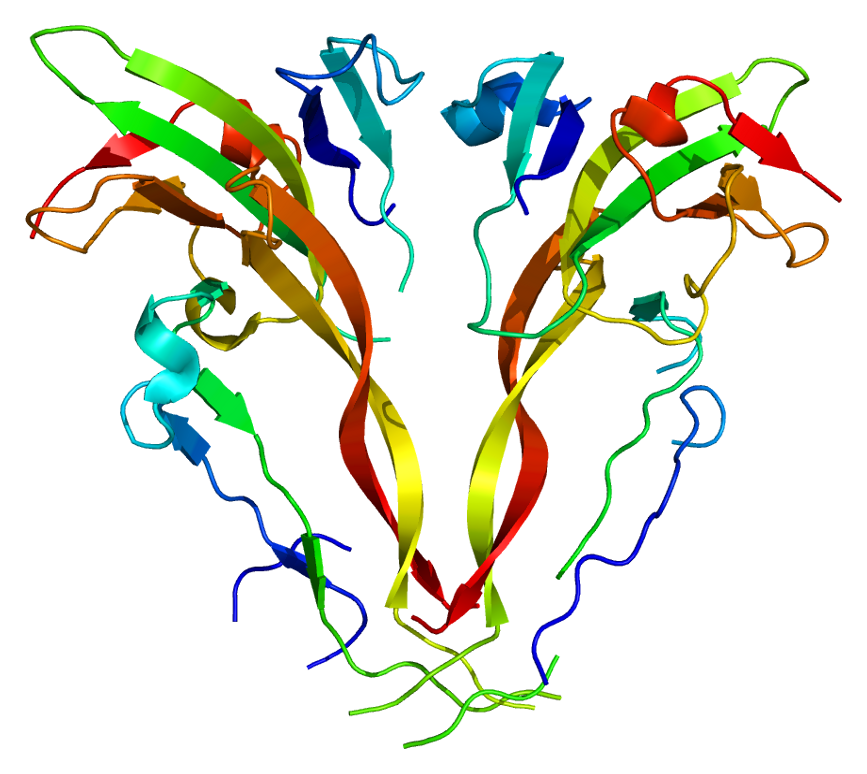
Estructura de ACVR2B.

El receptor de activina tipo 2B es una proteína que, en los seres humanos, está codificada por el gen ACVR2B.
ACVR2B es un receptor de activina tipo 2.

## Función
Las activinas son factores de crecimiento y diferenciación diméricos que pertenecen a la superfamilia del factor de crecimiento transformante beta (TGF-beta), un grupo de proteínas de señalización estructuralmente relacionadas. Las activinas transmiten señales a través de un complejo heteromérico de receptores serina/treonina quinasas, que incluyen al menos dos receptores de tipo I (I e IB) y dos de tipo II (II y IIB).
Estos receptores son proteínas transmembrana, compuestas por un dominio extracelular de unión al ligando con una región rica en cisteína, un dominio transmembrana y un dominio citoplasmático con especificidad predicha para serina/treonina. Los receptores de tipo I son esenciales para la señalización, mientras que los de tipo II son necesarios tanto para la unión de los ligandos como para la expresión de los receptores de tipo I.
Los receptores de tipo I y II forman un complejo estable después de la unión del ligando, lo que da lugar a la fosforilación de los receptores de tipo I por los receptores de tipo II. Los receptores de tipo II se consideran quinasas constitutivamente activas.
Este gen codifica el receptor de activina A de tipo IIB, el cual muestra una afinidad de 3 a 4 veces mayor por el ligando en comparación con el receptor de activina A de tipo II.

## Interacciones
Se ha demostrado que ACVR2B interactúa con ACVR1B y SYNJ2BP.